# برنار وربه
برنارد وربر (به فرانسوی: Bernard Werber) رمان‌نویس، داستان‌کوتاه‌نویس و فیلم‌نامه‌نویس قرن بیستم میلادی اهل فرانسه است.